# 여자 감옥
《여자 감옥》(女子監獄: Woman Prison)은 홍콩에서 제작된 임덕록 감독의 1988년 영화이다. 미디어 아시아 엔터테인먼트 그룹에 의해 제작되었다. 진가령 등이 주연으로 출연하였다.

## 출연

### 주연
- 진가령
- 정유령

### 조연
- 풍보보
- 하문석
- 임달화
- 진혁시
- 마리아 코데로
- 황광량
- 하지진
- 관명옥
- 노분
- 진봉지